# Шафрановский сельсовет
Шафрановский сельсовет — административно-территориальная единица и сельское поселение в Альшеевском районе Башкортостана Российской Федерации.
Административный центр — село Шафраново.

## История
Статус и границы сельского поселения установлены Законом Республики Башкортостан от 17 декабря 2004 года № 126-з «О границах, статусе и административных центрах муниципальных образований в Республике Башкортостан»
Закон Республики Башкортостан «Об изменениях в административно-территориальном устройстве Республики Башкортостан, изменениях границ и преобразованиях муниципальных образований в Республике Башкортостан», ст. 2 «Изменения границ и преобразования муниципальных образований в Республике Башкортостан», п.2 гласит:

Статья 2.
2. Изменить наименования следующих муниципальных образований:
2) по Альшеевскому району:
а) «Аксеновский поссовет» на «Аксеновский сельсовет»;
б) «Раевский поссовет» на «Раевский сельсовет»;
в) «Шафрановский поссовет» на «Шафрановский сельсовет»;

## Население
| 2002  | 2009  | 2010  | 2012  | 2013  | 2014  | 2015  |
| ----- | ----- | ----- | ----- | ----- | ----- | ----- |
| 4090  | ↘4088 | ↘3562 | ↘3503 | ↘3470 | ↘3383 | ↘3327 |
| 2016  | 2017  | 2018  | 2019  | 2020  |       |       |
| ↘3309 | ↘3301 | ↘3260 | ↘3192 | ↘3089 |       |       |

## Состав сельского поселения
| № | Населённый пункт | Тип населённого пункта       | Население |
| - | ---------------- | ---------------------------- | --------- |
| 1 | Шафраново        | село, административный центр | ↘2362     |
| 2 | Чуракаево        | село                         | ↘477      |
| 3 | Идрисово         | деревня                      | ↘389      |
| 4 | Чайкино          | хутор                        | ↘163      |
| 5 | Ташкичу          | деревня                      | →92       |
| 6 | Каран            | деревня                      | ↘76       |
| 7 | Колонка          | деревня                      | ↗3        |